# Metachorema griseum
Metachorema griseum är en nattsländeart som beskrevs av Schmid 1957. Metachorema griseum ingår i släktet Metachorema och familjen Hydrobiosidae. Inga underarter finns listade i Catalogue of Life.